# Domenico Antonio Vaccaro

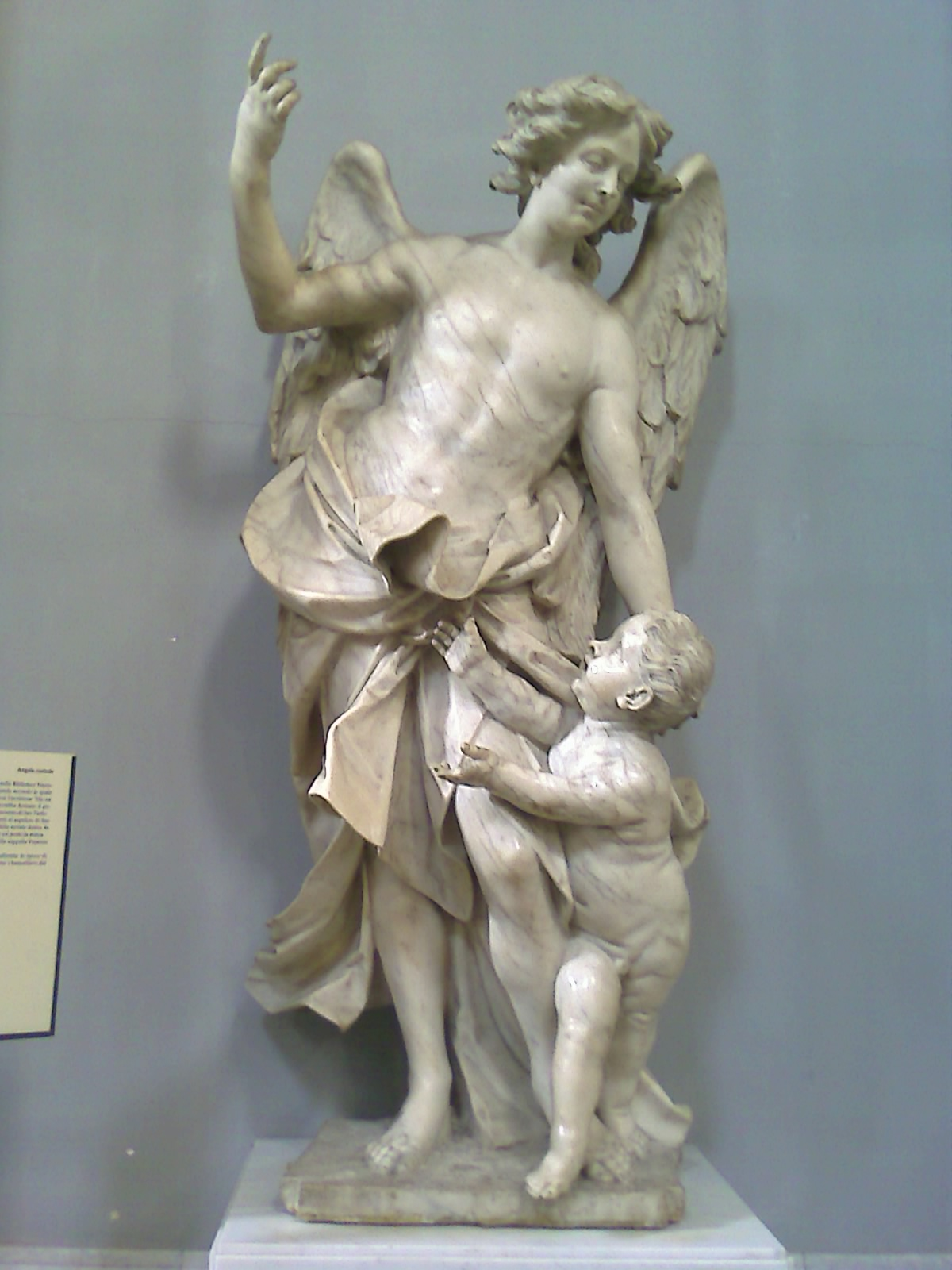
L'Angelo custode, 1712, Basilica di San Paolo Maggiore (Napoli)

Domenico Antonio Vaccaro (Napoli, 3 giugno 1678 – Napoli, 13 giugno 1745) è stato un pittore, scultore, architetto e disegnatore italiano. Fu un artista a cavallo tra il Barocco e il Rococò e autore di importanti chiese napoletane e campane.

## Biografia

### Gli inizi

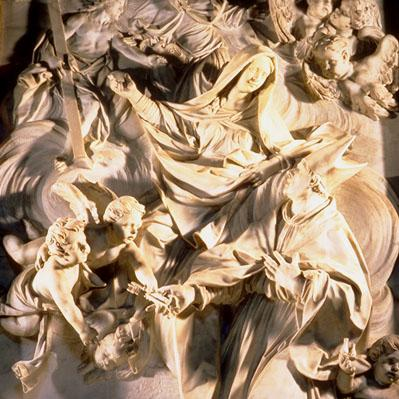
Scultura di Vaccaro nella Certosa di San Martino.

Figlio dello scultore Lorenzo Vaccaro e di Caterina Bottigliero. Il De Dominici afferma che il Vaccaro fu battezzato nella Chiesa di Sant'Arcangelo agli Armieri. Il padre avviò la carriera del giovane ragazzo verso gli studi giuridici, ma il Nostro si applicava al disegno di nascosto per non essere visto dal padre. Il De Dominici scrisse: «Ma benché Domenico Antonio attendesse con ogni applicazione alli studi, ad ogni modo non potendo ricalcitrare alla forte inclinazione datali dalla natura, spesso applicava al disegno, istruendo egli medesimo li discepoli di suo padre, ed in particolare il testé mentovato Bartolomeo Granucci, ed il Bottigliero, allora più giovani degli altri scolari di Lorenzo, il quale veduto i disegni di suo figliuolo, altamente lo sgridò, dicendogli assolutamente, che non voleva ch'ei prendesse amore al disegno, ma solamente attendesse alle lettere».
Nel testo continua: «Ubbidì Domenico Antonio al paterno comando, ma non tralasciò la sua geniale applicazione, e raddoppiando fatica venne ad ubbidire al padre, ed a contentare il suo genio. Studiò filosofia, e dopo la legge, ove era l'intenzione di suo padre applicarlo. Indi passò a studiare geometria, e meccanica, e tutto il tempo che l'avanzava applicava segretamente al disegno, quale nascondeva sotto i medesimi scritti per non farsi sorprendere da Lorenzo».
Domenico Antonio aveva sempre il timore paterno e stava sviluppando con bravura l'arte del disegno tanto da dipingere. Dopo una breve partenza, durata due mesi, di Lorenzo a Roma, il ragazzo approfittava per dipingere fin quando il padre ritornò e vide il figlio dipingere, secondo il De Dominici, una scenetta di Siringa e Pan. Il padre diede consenso al ragazzo di proseguire la sua inclinazione e il giovane Domenico Antonio ritornò a studiare matematica, il disegno e l'architettura e frequentò la bottega paterna prima di passare come allievo del pittore Francesco Solimena dove apprese le tecniche di pittura.
Nella bottega del Solimena conobbe anche il giovane Ferdinando Sanfelice, tra di loro vi era una notevole reciproca stima, al punto che il Sanfelice chiamò Domenico Antonio a sostituirlo nella realizzazione della Chiesa di Santa Maria delle Dame Monache di Capua, quando nel 1735 dovette ritornare a Napoli. Nel 1691 realizzò insieme al padre il Carro del Battaglino per la Chiesa dell'Immacolata Concezione e Purificazione di Maria de' nobili in Montecalvario.

### Le prime esperienze
Il 16 marzo 1696 insieme al padre lavorò al baldacchino d'argento presso la chiesa di Santa Maria Donnalbina. Il 30 ottobre dipinse la Visione mistica di San Bonaventura nella basilica di San Lorenzo Maggiore. Tra il 1697 e il 1705 dipinse Il Giudizio di Salomone. Dal 1698 al 1717 riprogettò la Chiesa di San Michele Arcangelo ad Anacapri, quest'opera architettonica fu molto apprezzata anche per il suo pavimento maiolicato; Vaccaro riprese il tema plamentrico nel suo capolavoro ai Quartieri Spagnoli. Nel 1704, a Capua dipinse una tela della Madonna con Cristo e un santo. Il successivo anno realizza il bozzetto dell'affresco San Domenico resuscita il nipote del Cardinale Stefano Orsini per la volta della sacrestia della basilica di San Domenico Maggiore, l'opera non fu mai realizzata perché i Domenicani affidarono l'opera a Francesco Solimena. Tra il 1705 e il 1708 risale una delle più belle sculture barocche in bronzo realizzate dai Vaccaro: Il San Sebastiano morente, l'opera, attualmente conservata nel Tesoro della Cattedrale di San Paolo ad Aversa.

### Dalla morte del padre agli albori della maturità artistica
Il 10 agosto 1705 Lorenzo venne ucciso da due sicari lasciando incompiute numerose opere scultoree. Il 12 agosto Domenico Antonio, insieme alla madre e ai fratelli, per volere espresso, seppellirono Lorenzo a Torre del Greco, nella Chiesa di Santa Croce. Dopo quattro giorni lavorò ai marmi decorativi nella Chiesa di San Giorgio Maggiore lasciati incompiuti dal padre. Contemporaneamente lavorò come scultore presso la chiesa di Santa Maria della Redenzione dei Captivi.

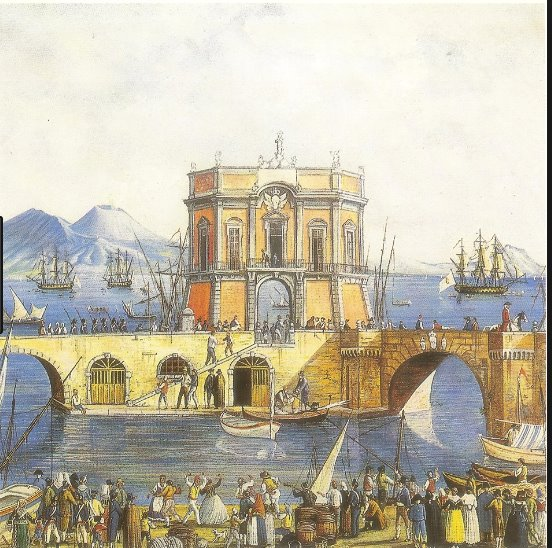
Porticciolo del Mandracchio col Palazzo dell'Immacolatella, progettato dal Vaccaro.

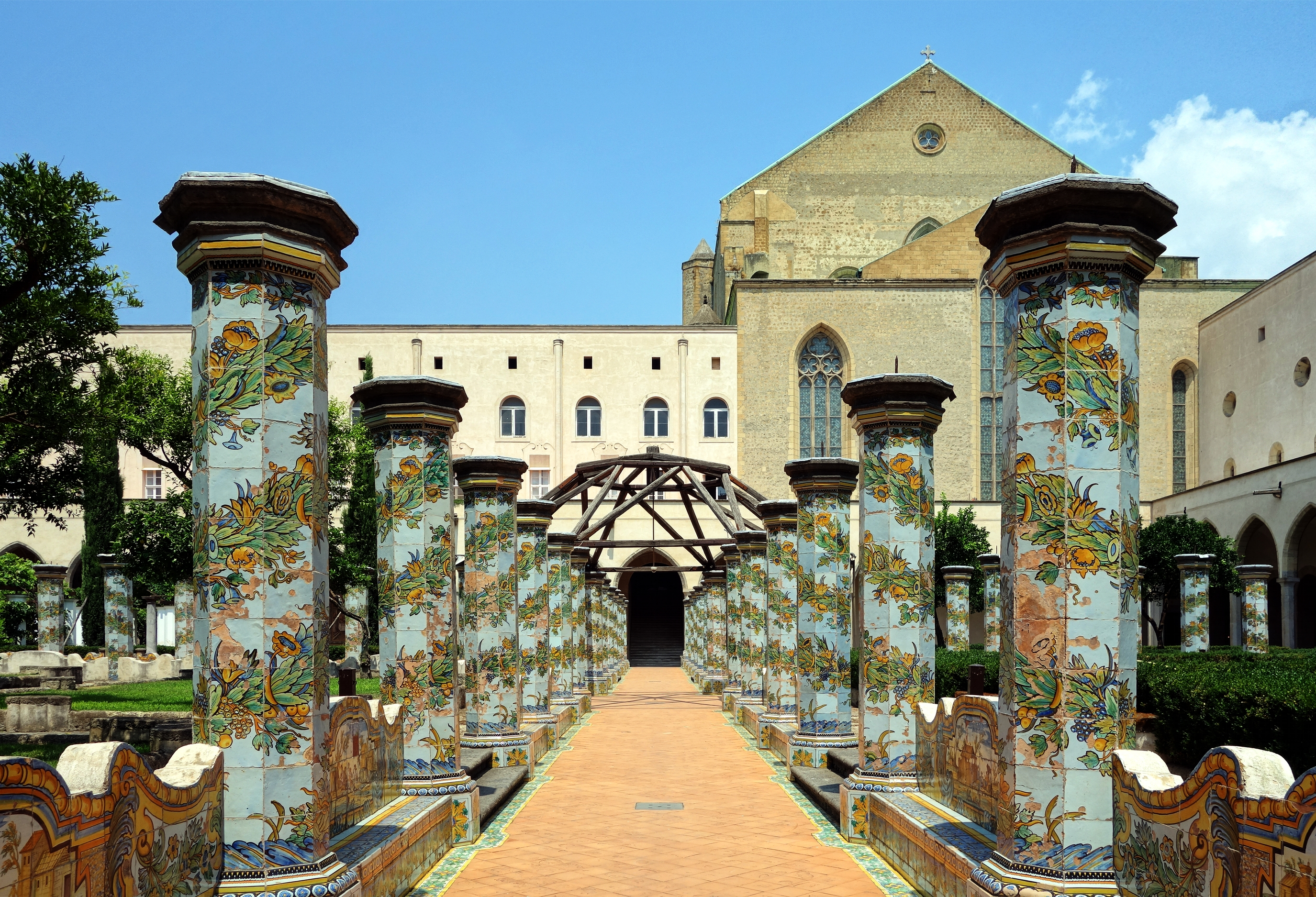
Il chiostro maiolicato di Santa Chiara

Il 18 giugno 1708 scolpì il ritratto del giureconsulto Francesco Raetano, nel medesimo anno completò le sculture in marmo bianco nella Cappella di San Giovanni Battista alla Certosa di San Martino, le sculture furono già approntate da Lorenzo prima di morire. Partecipò, nel 1709, al completamento dell'edicola di San Gennaro sul sagrato della chiesa di Santa Caterina a Formiello, progettata nel 1706 dal Sanfelice aiutato nelle sculture da Lorenzo Vaccaro. Nel dicembre progettò la decorazione della Cappella di San Gennaro alla Certosa, nel medesimo tempo dipinse la Deposizione nella Chiesa dei Santi Cosma e Damiano a Secondigliano. Tra il marzo del 1710 e il luglio 1711 fu operativo, insieme al Sanfelice, Andrea d'Aste e Domenico Catuogno alla decorazione del Duomo di Amalfi; il Vaccaro e il Catuogno furono gli ideatori del paliotto argenteo, parzialmente trafugato.
Nel 1712 realizzò il modellino in creta e successivamente in legno per il busto del Santo patrono di Avellino, il 19 gennaio i governatori della Cappella di Sant'Antimo e gli orefici Alessandro Cioffi, Gennaro Cioffi e Stefano Reccia chiesero la realizzazione di un modellino di creta del busto da realizzarsi attraverso atto notarile stipulato tra i governatori e dagli orefici alla presenza del notaio Gregorio Servillo. Il 15 ottobre del medesimo iniziarono i lavori di ridecorazione della navata della Basilica di San Paolo Maggiore con l'aiuto del marmoraro Giuseppe Lamberto, allo stesso periodo risaliva anche la statua dell'Angelo custode nella stessa chiesa. Il 24 aprile 1713 ricevette un pagamento per il bassorilievo di San Gennaro alla Certosa. Dopo due anni realizzò due statue per la chiesa di San Ferdinando. Nel settembre 1717, su commissione dell'Ordine Ospedaliero di San Giovanni di Dio, cominciò i lavori di rifacimento alla chiesa di Santa Maria della Pace, il Vaccaro si occupò della riprogettazione degli stucchi, marmi, tele e inferriete. Nel 1718 curò le decorazioni marmoree nella nuova chiesa di San Francesco delle Cappuccinelle, insieme a Giovan Battista Nauclerio.

### La maturità artistica

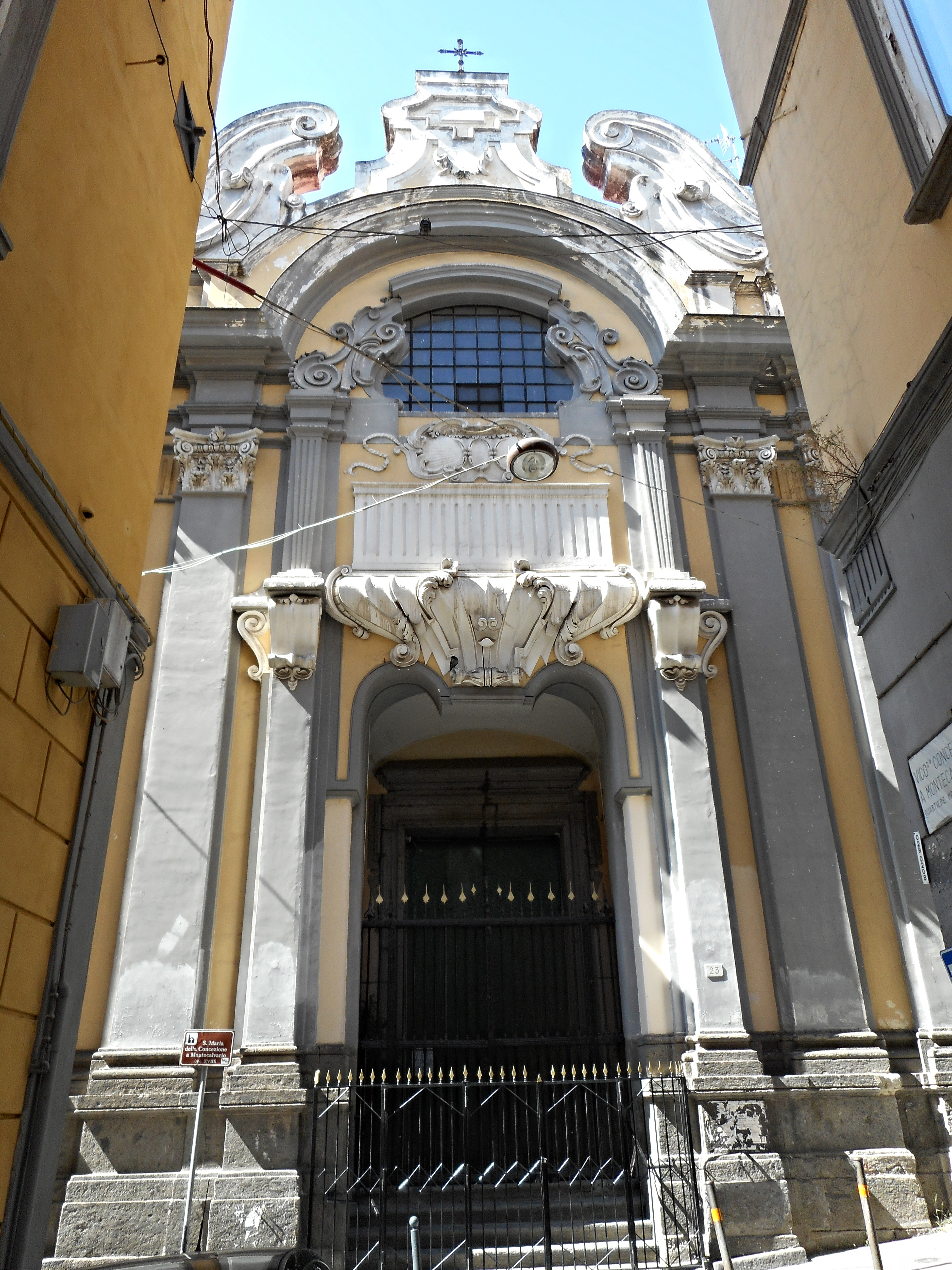
Scorcio della facciata della Chiesa di Santa Maria della Concezione a Montecalvario.

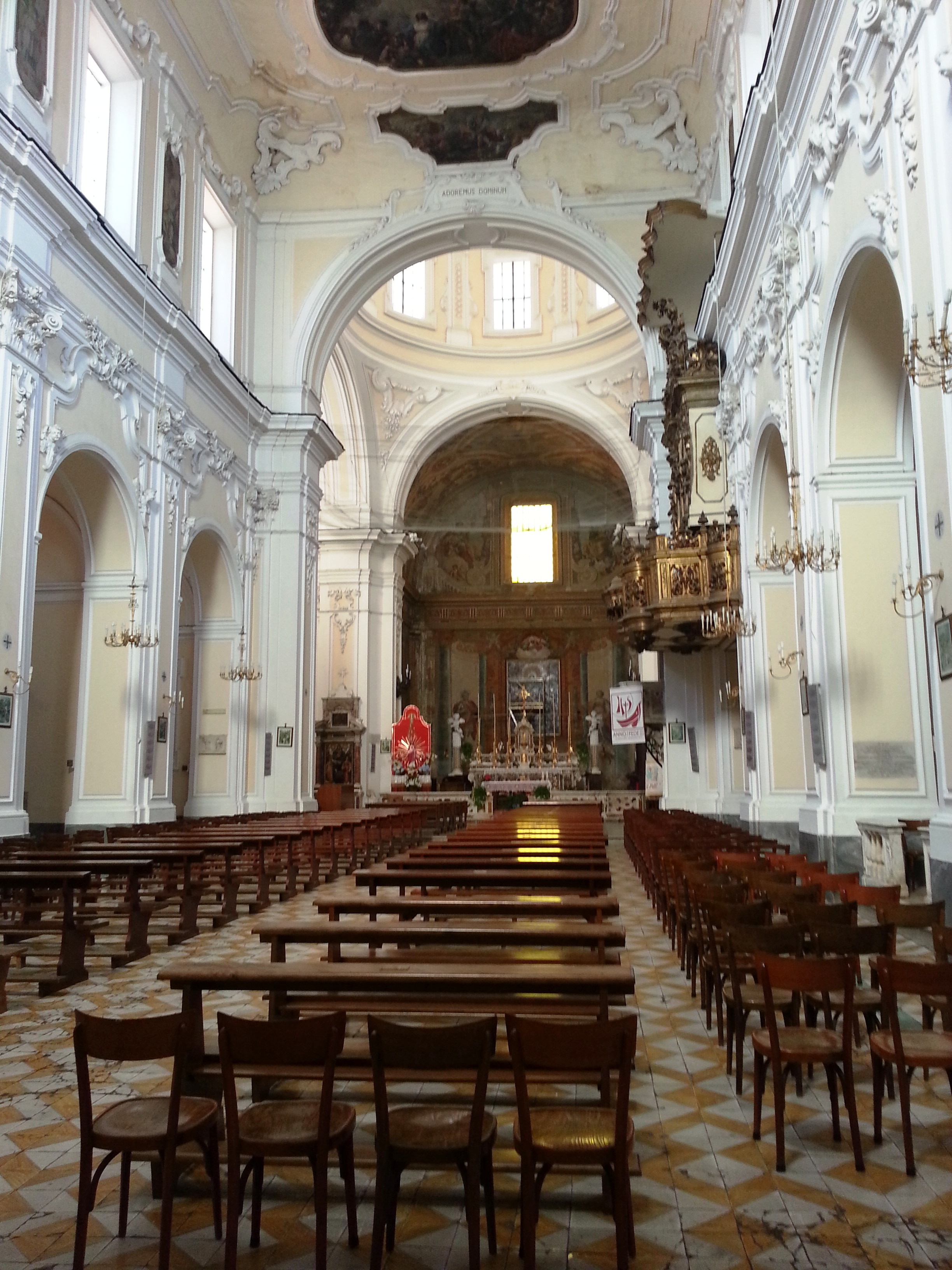
Interno della chiesa di Santa Sofia a Giugliano in Campania.

Il 13 settembre 1718 Domenico Antonio fu incaricato di realizzare il modello della chiesa di Santa Maria della Concezione a Montecalvario con la collaborazione degli ingegneri Giuseppe Lucchese e Filippo Marinelli, mentre i suoli furono ispezionati dal Sanfelice. Il 20 ottobre fu stipulato il contratto fra i governatori e i capomastri.  Nel 1719 iniziò a scolpire i bassorilievi sulla vita di san Gaetano nella cripta di San Paolo Maggiore e i pagamenti dell'opera dureranno anche nei successivi anni. Nello stesso anno scolpì diverse sculture, una ad Aversa, due puttini nella cappella di San Tommaso d'Aquino nella chiesa di San Domenico Maggiore e fornisce i disegni per una statua di San Guglielmo per il Santuario di Montevergine. Il 3 giugno 1720, a quarantadue anni, ricevette l'incarico di realizzare il modello della statua di Sant'Andrea che servì per la definitiva in argento realizzata da Andrea De Blasio, il 23 dicembre è presso la Congregazione di Santa Maria dei Sette Dolori, situata nelle vicinanze della Chiesa di Santa Maria della Solitaria.
Il 14 maggio 1721, dall'unione con Giuseppina Pierro, nacque Filippo, primo dei dieci figli di Domenico Antonio. Nel frattempo diresse la fabbrica del restauro della Chiesa della Santissima Annunziata di Casamarciano. Nel 1724 lavorò presso l'abitazione di Carlo De Costanzo. L'anno successivo lavorò presso la chiesa di San Domenico Maggiore e apprezzò i lavori fatti presso il palazzo di Pacecco Carafa a San Biagio dei Librari, nel 1726 disegnò il pavimento della Chiesa di Santa Maria Vecchia, disegnò anche il pavimento della Basilica di San Lorenzo Maggiore. Vaccaro fu autore del pavimento in marmo, cotto e piperno nella Chiesa di San Domenico Maggiore. Dal 1724 fino alla sua morte abitò nel Palazzo di Magnocavallo, che l'architetto stesso rifece. Nel maggio 1728, gli argentieri Nicola e Gaetano Avellino consegnarono all'abate dell'abbazia di San Michele Arcangelo a Procida la statua del Santo patrono disegnata dal Vaccaro. Nel medesimo anno fu attivo presso l'abitazione di Francesco Piatti nella progettazione dei piperni; nella casa del canonico Giovan Battista Cestaro, ubicata al supportico Lopez, lavorò alla realizzazione degli stucchi.
Domenico Antonio firmò, nel 1728, le tele nella chiesa di Santa Maria di Monteverginella, intanto realizzò il polverino presso la chiesa di Santa Maria della Carità e disegnò le porte e le finestre del palazzo di Gaetano Sorrentino presso la chiesa di Santa Maria Ognibene, le furono commissionati anche gli stucchi presso la chiesa di Santa Maria la Stella. Nel 1729 lavorò presso il Teatro Nuovo, e progettò una macchina della cuccagna in onore Maria Elisabetta d'Asburgo. Al 1729 risalivano anche pagamenti effettuati al maestro fabbricatore Giovanni Azzolini riguardo ai lavori effettuati presso i chiostri della Basilica di Santa Chiara; in quegli stessi anni fu attivo presso la Chiesa di Santa Maria della Stella e presso il palazzo Biscardi presso il ponte di Chiaia. Nel 1731 diresse i lavori del Palazzo dei principi di Roccella e della Chiesa di Santa Maria di Costantinopoli. Fu attivo presso la collegiata di Santa Maria delle Grazie e contemporaneamente progettò il Palazzo Spinelli di Tarsia.
Dopo il sisma del 1732, fu incaricato dall'abate Angelo Federico della ricostruzione del Palazzo abbaziale di Loreto, si occupò del restauro della Chiesa dei Santi Bernardo e Margherita a Fonseca disegnando stucchi e marmi e affidando l'esecuzione a Giovanni Saggese, Orazio Cortese e Domenico Gadaleto. Nel 1734 lavorò presso la Chiesa di Santa Maria del Rosario a Portamedina, al rifacimento della chiesa nolana delle Anime al Purgatorio, alla chiesa di Santa Maria della Carità e alla villa di Nicola Morcaldi a Portici. Nel 1735 eseguì, di sua mano, la decorazione pittorica del quarto nobile di Palazzo Spinelli e affidò, invece, al Martinetto la realizzazione degli stucchi del Complesso di San Gaudioso e fu operativo presso la Chiesa di Santa Sofia e di altri complessi religiosi nel giuglianese. Fu l'autore del rifacimento del complesso abbaziale di San Guglielmo del Goleto, e nel 1737 disegnò il modello della statua di San Domenico da porsi sulla guglia. Dopo due anni eseguì gli affreschi del passetto della Regina al Palazzo Reale di Napoli: gli affreschi, L'allegoria della Maestà Regia e Lo Spirito Santo benedice l'unione coniugale, furono eseguiti con la tecnica dell'affresco a tempera, gessetto e sanguigna su volte incannucciate. Contemporaneamente fu operativo nuovamente a Portici presso la villa del Principe Caramanico, presso la basilica di San Giacomo degli Spagnoli e al casino di Tommaso Cito presso l'Infrascata.

### Gli ultimi anni
Nel 1740 è nuovamente a Portici impegnato nel rifacimento della Parrocchia della Natività di Maria Vergine. Intorno al 1742 realizzò la cona con la statua dell'immacolata presso la Chiesa del Gesù Nuovo, poco più tardi progettò l'altare maggiore presso la basilica di San Giovanni Maggiore. Nel 1743 fu presso il palazzo Lombardo alla Salute e presso il Palazzo Spinola-Taglialavia a Toledo. Nel luglio 1744, il Vaccaro fu incaricato di disegnare l'antiporta della terza edizione de La Scienza Nuova di Vico, nel medesimo anno furono terminati i lavori di stucco presso la Chiesa di Santa Maria delle Grazie a Calvizzano, nel complesso di Santa Chiara e presso il Palazzo del Conservatorio delle Figliole dei Magnifici Notari di Napoli. Vaccaro morì il 5 luglio 1745, lasciando incompiute diverse fabbriche portate avanti dai figli architetti e altri. Ebbe una fiorente bottega nella quale si formarono: architetti come Giuseppe Astarita, Giovanni del Gaizo, i fratelli Bartolomeo e Luca Vecchione, pittori come Filippo Falciatore e Nicola Cacciapuoti, scultori come Francesco Pagano e infine stuccatori come Giuseppe Scarola.

## Opere principali (non esaustiva)

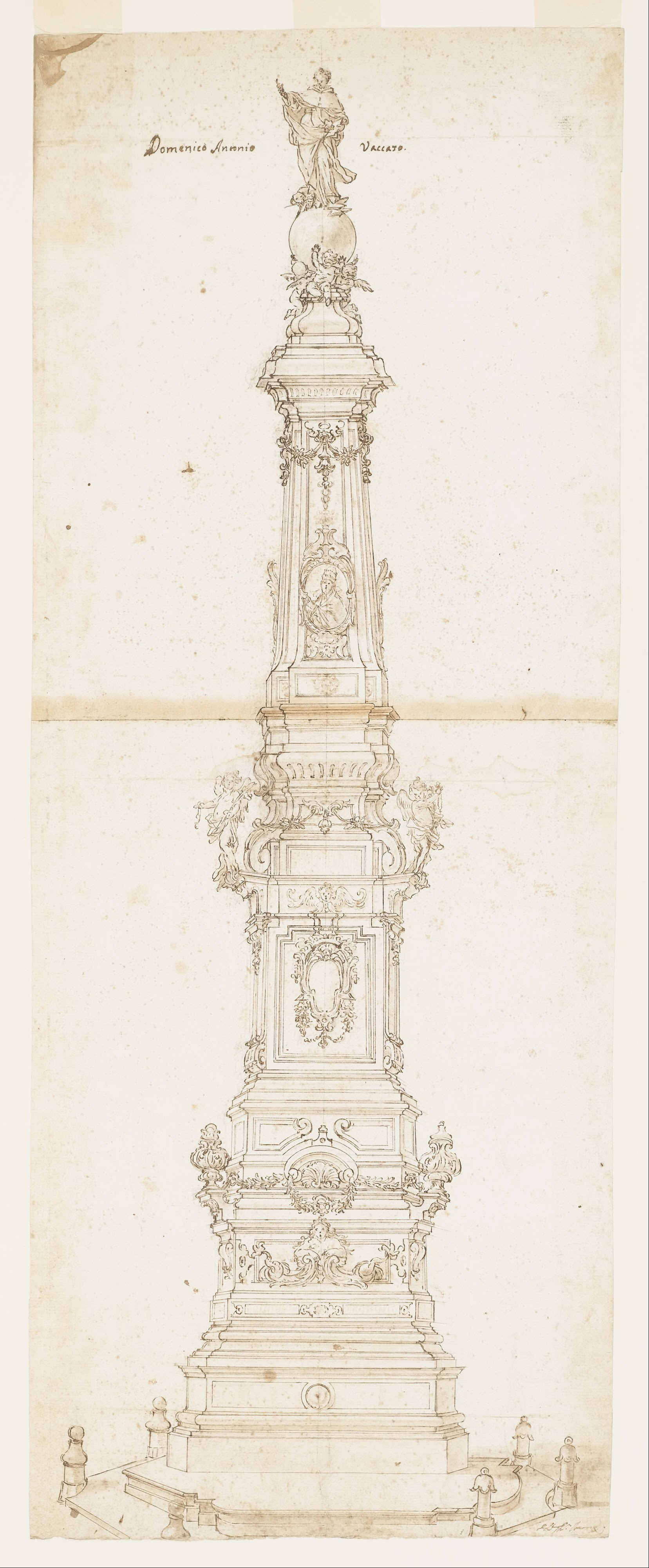
Progetto per l'Obelisco di San Domenico, Cooper Hewitt, Smithsonian Design Museum, a New York.

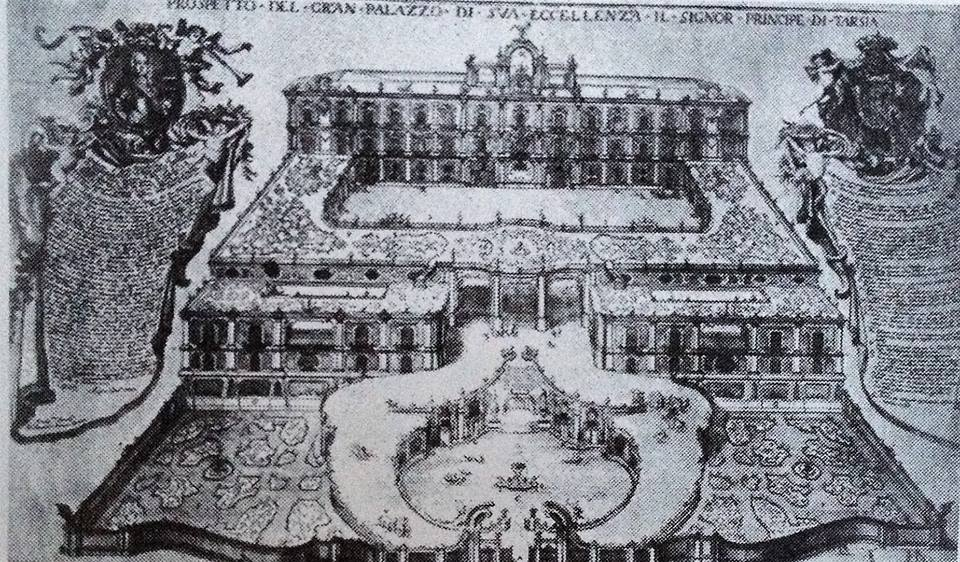
Prospetto del Palazzo Spinelli di Tarsia.

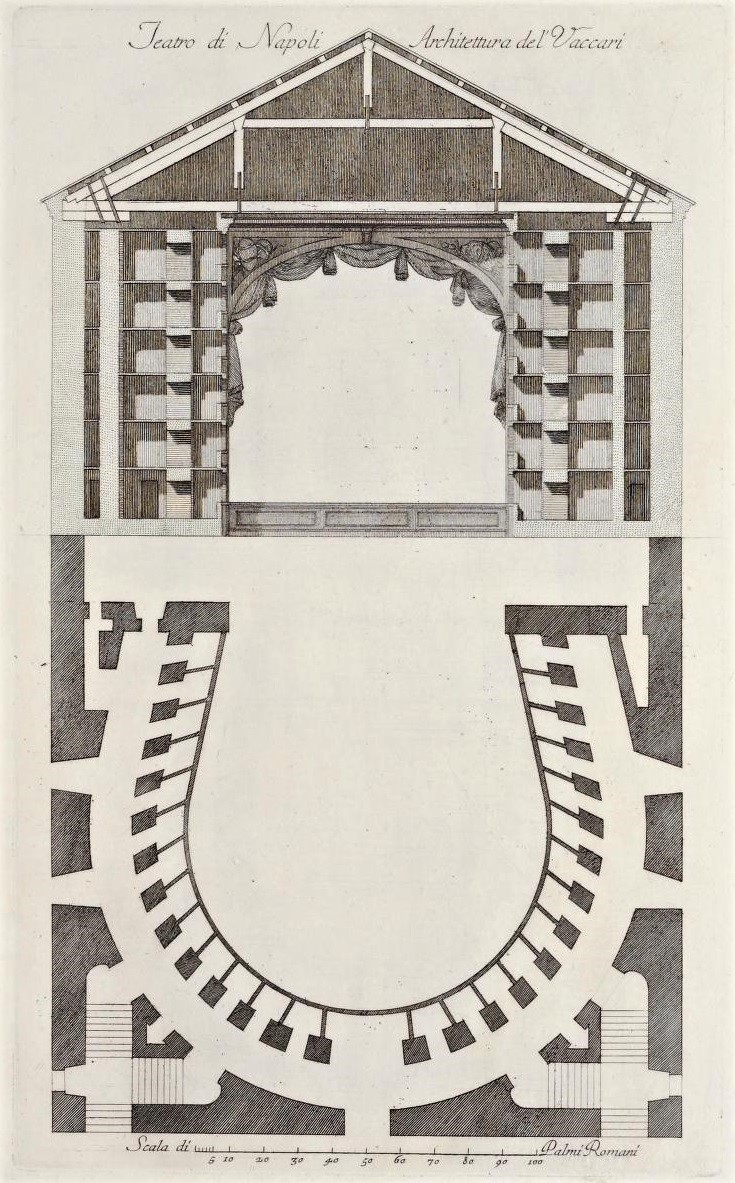
Pianta e sezione trasversale del Teatro Nuovo di Napoli, eretto nel 1724 su progetto di Domenico Antonio Vaccaro.

### Architettura (non esaustiva)
- Chiesa di San Michele Arcangelo
- Chiesa di San Michele Arcangelo (Anacapri)
- Chiesa della Concezione a Montecalvario
- Palazzo Spinelli di Tarsia
- Altare maggiore in Chiesa di Sant'Anna di Palazzo
- Fondale marmoreo dell'abside nel Gesù Nuovo
- Completamento dell'Obelisco di San Domenico
- Teatro Nuovo
- Balaustra e pavimento nella Cappella del Monte dei Poveri
- Altare maggiore in San Giovanni Maggiore
- Palazzo dell'Immacolatella
- Fondale marmoreo nella Chiesa di Santa Maria in Portico
- Decorazione in marmi nella Chiesa di Santa Teresa degli Scalzi
- Chiesa di Santa Maria della Stella (completamento)
- Villa Meola a Portici
- Basilica di Santa Maria della Natività e San Ciro a Portici (ampliamento e decorazioni a stucco)
- Villa Caravita poi Maltese a Portici
- Chiesa del Purgatorio o Santa Maria della Purità (Giugliano in Campania)
- Decorazione in stucco delle 5 cappelle laterali della Chiesa di Santa Maria di Costantinopoli

### Restauri architettonici (non esaustiva)
- Abbazia del Goleto
- Insigne Chiesa Collegiata di Santa Maria delle Grazie, Marigliano
- Chiesa di San Domenico Maggiore
- Palazzo di Magnocavallo
- Chiesa dei Santi Bernardo e Margherita a Fonseca
- Chiesa di Santa Maria di Costantinopoli
- Chiesa di Santa Maria di Monteverginella
- Complesso Badiale di Casamarciano, (terminata l'opera di Domenico Fontana)
- Basilica di Santa Chiara
- Decorazione in stucco in Santa Maria della Pace
- Chiesa dei Santi Pellegrino ed Emiliano
- Abside della Chiesa del Gesù Nuovo, a Napoli (terminata l'opera iniziata da Cosimo Fanzago).
- Decorazione in stucco in San Sebastiano, Guardia Sanframondi[5]
- Monastero di Santa Chiara, a Nocera Inferiore.[6]

### Sculture[7](non esaustiva)

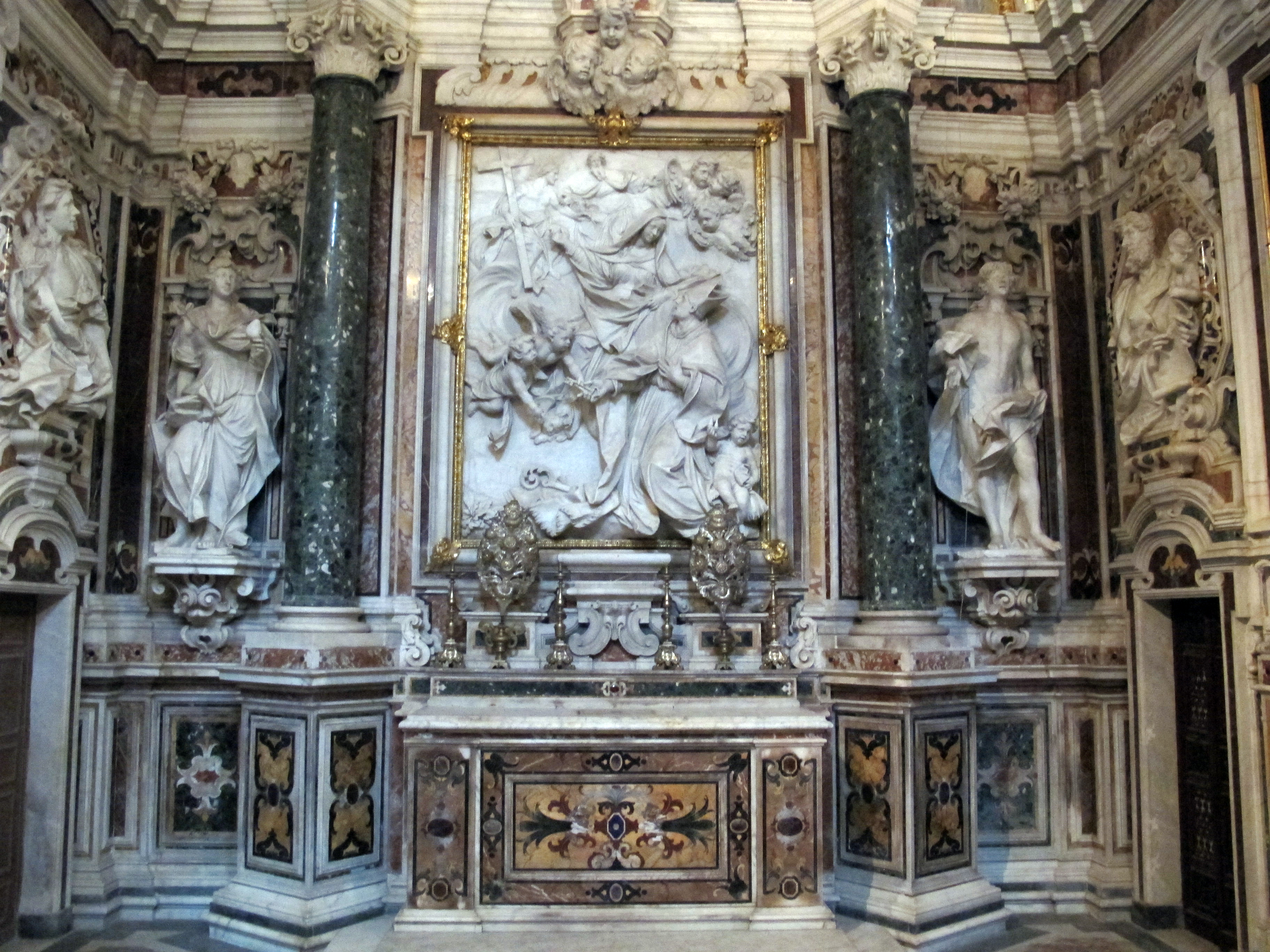
Altare della Cappella San Gennaro, Certosa di San di San Martino

- Mosè e David, Chiesa di San Ferdinando
- L'Angelo custode, Basilica di San Paolo Maggiore
- San Gennaro, Cattedrale di Napoli
- Busto di San Gennaro, Certosa di San Martino
- Busti di Santi in Santa Maria delle Grazie a Caponapoli
- Angeli in stucco nella Basilica di Santa Maria della Pazienza

### Tutto[8](non esaustiva)
- Certosa di San Martino

### Pittura[9](non esaustiva)

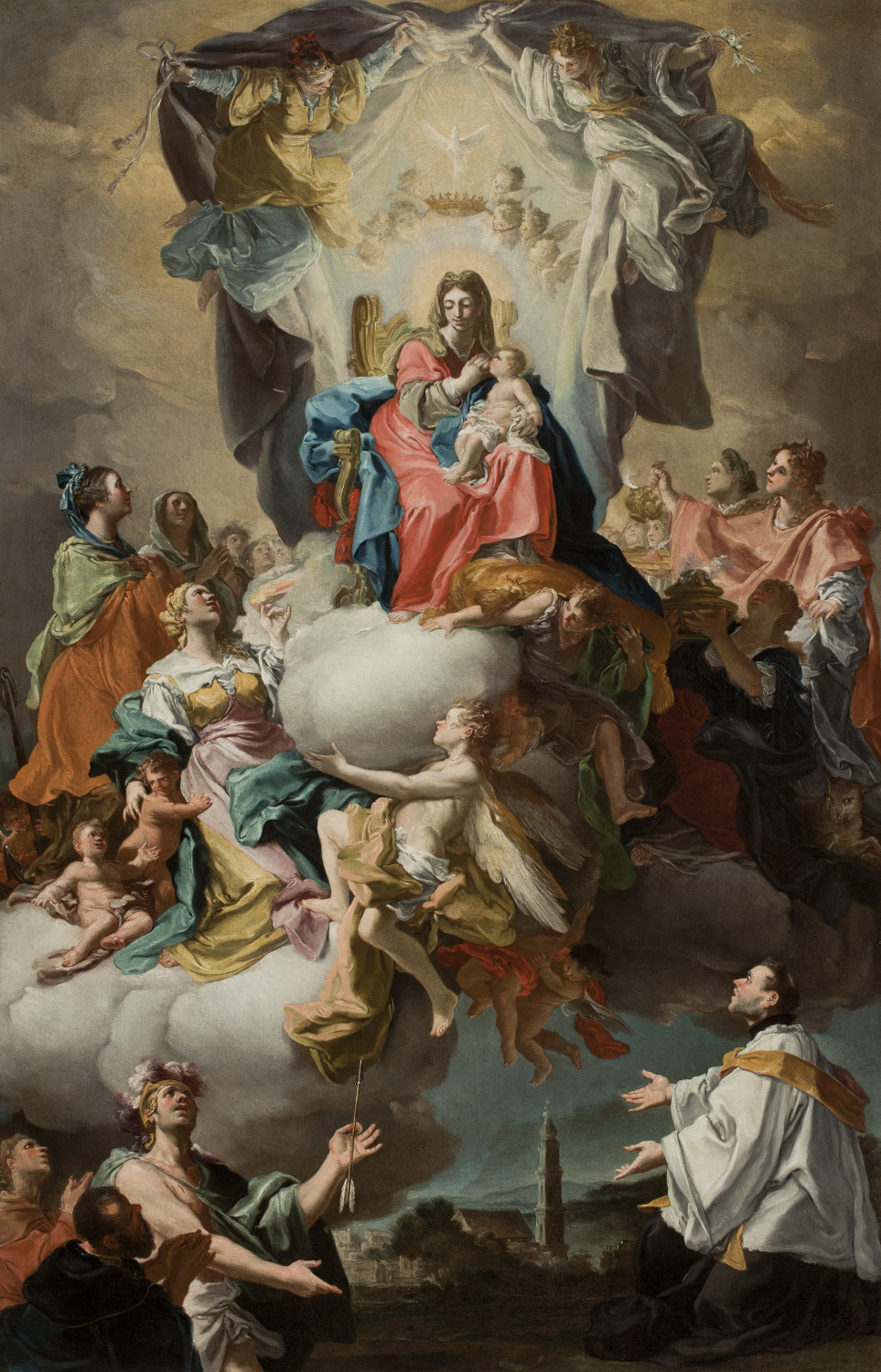
Madonna col Bambino e i Santi Rocco, Sebastiano e Francesco Saverio, Museo d'arte di Worcester.

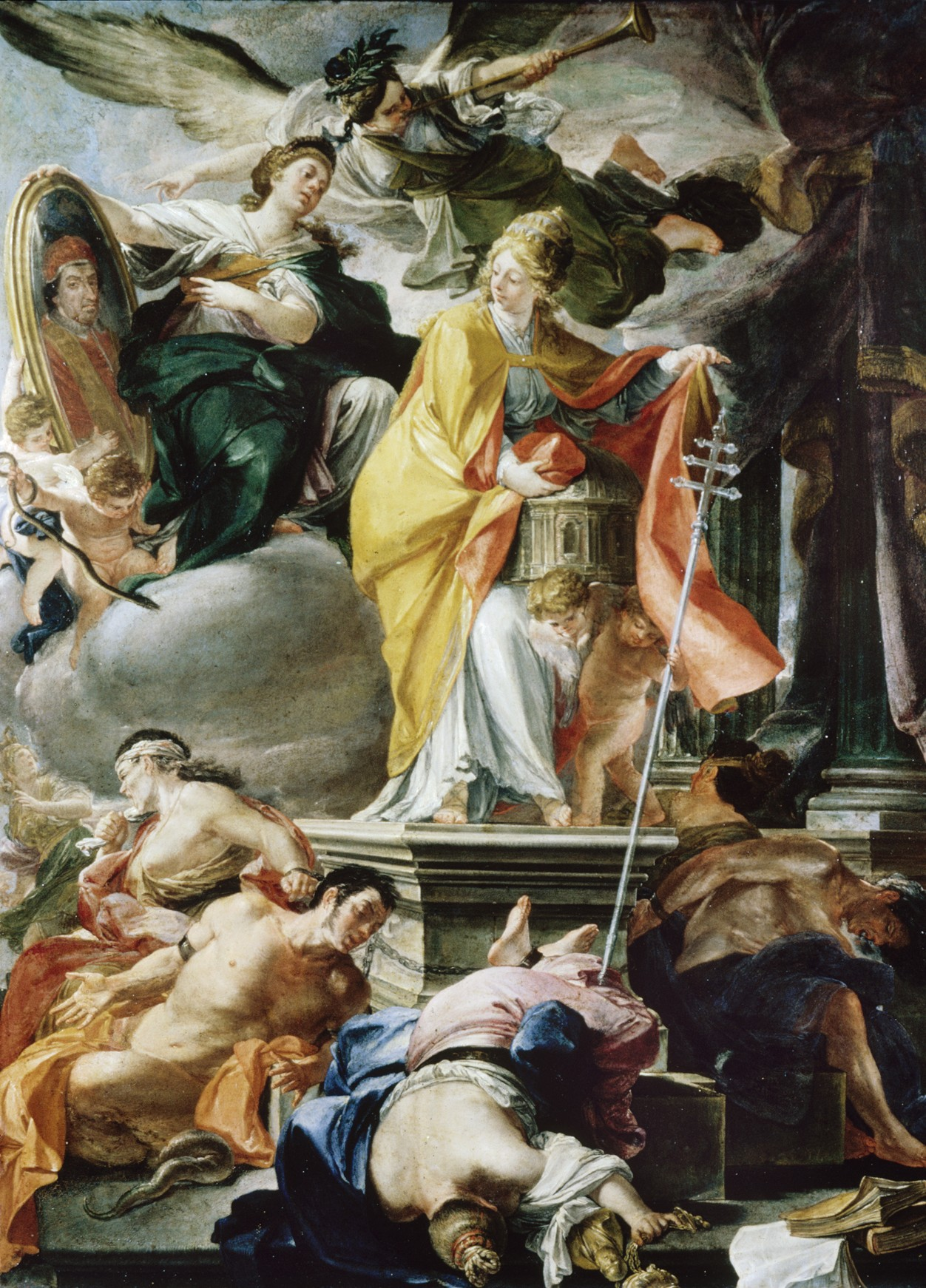
Allegoria del Papato di Clemente XI, Walters Art Museum, a Baltimora.

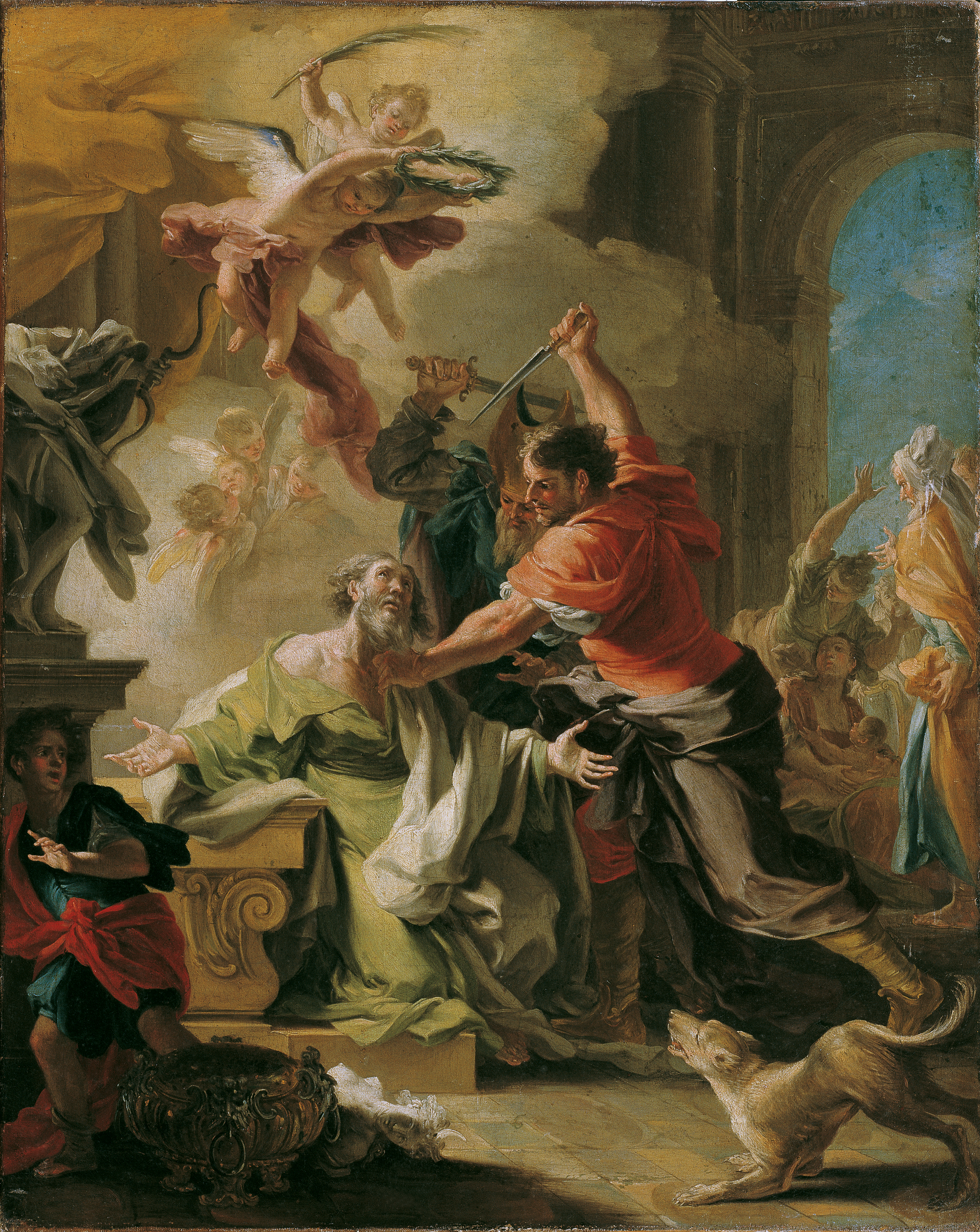
Martirio di San Procopio, Castello del Belvedere, a Vienna.

- Disputa fra i dottori; La Natività, Basilica di Santa Maria Assunta, Castel di Sangro
- Apollo e Dafne; Ratto di Europa; Venere e Adone morente, Museo Nazionale d'Arte Medievale e Moderna della Basilicata, Matera
- Martirio di San Procopio, Castello del Belvedere, Vienna
- Allegoria del Papato di Clemente XI, Walters Art Museum, Baltimora
- Madonna col Bambino e i Santi Rocco, Sebastiano e Francesco Saverio, Worcester Art Museum, Worcester
- Dio Padre e lo Spirito Santo, Mauritshuis, L'Aia
- Visione di San Guglielmo da Vercelli, Harvard Art Museums, Cambridge
- Ritratto di Giovanni Battista Pergolesi, Museo del conservatorio di San Pietro a Majella, Napoli
- Visione di San Bonaventura, Museo dell'Opera di San Lorenzo Maggiore, Napoli
- Salomone adora gli idoli, 1695 - 1700 circa, Detroit Institute of Arts, Detroit
- Giudizio di Salomone, 1697 - 1705, Galleria nazionale, Cosenza
- Minerva allo specchio; Giove e Ganimede; Vasi di fiori sorretti da putti (4 rami, decorazioni per monetiere), ante 1700, olio su rame, Collezione privata
- Martirio di San Giacomo il Maggiore, 1741, Pontificia reale basilica di San Giacomo degli Spagnoli
- Allegorie nel Palazzo reale, 1738
- Sant'Alberto che invoca la Vergine per i colerosi, Chiesa di Santa Maria ad Ogni Bene dei Sette Dolori
- Sant'Emidio e Sant'Irene, Chiesa di San Michele Arcangelo
- San Guglielmo da Vercelli che adora il bambino, Chiesa di Santa Maria della Verità
- Il matrimonio mistico di Santa Caterina, prima metà del XVIII secolo, olio su tela, 139 x 99,5 cm, Collezione privata